# معبر المصنع الحدودي
معبر المصنع هو معبر حدودي دولي بين لبنان و‌سوريا. وهي قاعدة أرضية بالكامل وتربط بين نقاط التفتيش الجمركية في المصنع بلبنان و‌جديدة يابوس في سوريا. 8 كيلومترات من منطقة محرمة و‌محايدة ومهجورة تقلل المسافة بين المحطات الحدودية. وهي نقطة العبور الأساسية بين البلدين، وتربط بين العاصمتين بيروت و‌دمشق.

## التاريخ الحديث
تم إغلاق الحدود عدة مرات في تاريخها وكانت موضع جدل مستمر، ويرجع ذلك في الغالب إلى دورها الصغير في الأعمال العدائية في الشرق الأوسط وفي الآونة الأخيرة، في 29 أبريل 2010، زار وفد أمني أمريكي المعبر، مما أثار قلق الحكومة اللبنانية ومقاتلي حزب الله الذين ينطلقون من لبنان.